# 應天巡撫
應天巡撫，又稱南直巡撫、蘇松巡撫，全稱總理糧儲提督軍務兼巡撫應天等府，為中国明朝的一個巡撫職位，駐南直隸蘇州府（今江苏省苏州市）。

## 沿革
- 宣德五年，設置，轄區包括南直隸的蘇州府、松江府、常州府[1]。
- 景泰六年，增加南直隸的鎮江府、浙江的嘉興府、湖州府。
- 天順五年，嘉興府、湖州府別屬，增轄南直隸的應天府、太平府、寧國府、池州府、徽州府、安慶府、鎮江府及廣德州。
- 成化元年，安慶府別屬鳳陽巡撫。
- 成化四年，安慶府歸還。
- 成化二十年，增轄浙江的嘉興府、湖州府。
- 弘治六年，增轄浙江的杭州府。
- 正德二年，罷。
- 正德五年，恢復。
- 正德十四年，徽州府別屬浙江巡撫。
- 嘉靖元年，徽州府歸還。
- 嘉靖十四年，增轄鄖陽撫治下的承天府。
- 隆慶元年，承天府別屬鄖陽撫治。
- 崇禎十年，安慶府、廬州府、池州府、太平府別屬安慶巡撫。